# Conzano
Conzano – miejscowość i gmina we Włoszech, w regionie Piemont, w prowincji Alessandria.
Według danych na styczeń 2010 gminę zamieszkiwało 1020 osób przy gęstości zaludnienia 87,8 os./1 km².